# Dick Sigmond
Dick Sigmond (Dordrecht, 22 maggio 1897 – Hilversum, 22 febbraio 1950) è stato un calciatore olandese, di ruolo attaccante.

## Carriera

### Club
Ha sempre giocato nel campionato olandese.

### Nazionale
Ha rappresentato la Nazionale del proprio paese alle Olimpiadi del 1924.